# Проспект Пушкина (Таруса)
Проспект Пушкина — улица в исторической части Тарусы. Проходит от улицы Луначарского до улицы Горького. Протяжённость улицы 1072 метра.

## История
Проспект прошёл по острожной части города (здесь находилась городская тюрьма — острог), за оврагом Посерка по его берегу. До начала XX века эта местность оставалась незастроенной, заросшей густым берёзовым лесом. Около 1900 года местность была отведена под застройку (кварталы № 30, 31, 35 и 36).
Современное название в память великого русского поэта А. С. Пушкина.
В 1927 году дом на улице приобрёл писатель И. М. Касаткин
Дом № 7/9 задействован в съёмках фильма «Пакет» (1965, режиссер Владимир Назаров)
Городские власти подготовили ряд рекомендаций по сохранению исторического облика города именно в этом районе.

## Достопримечательности
д. 1 — Жилой дом
д. 7 — бывший купеческий дом
д. 13 — бывший купеческий дом

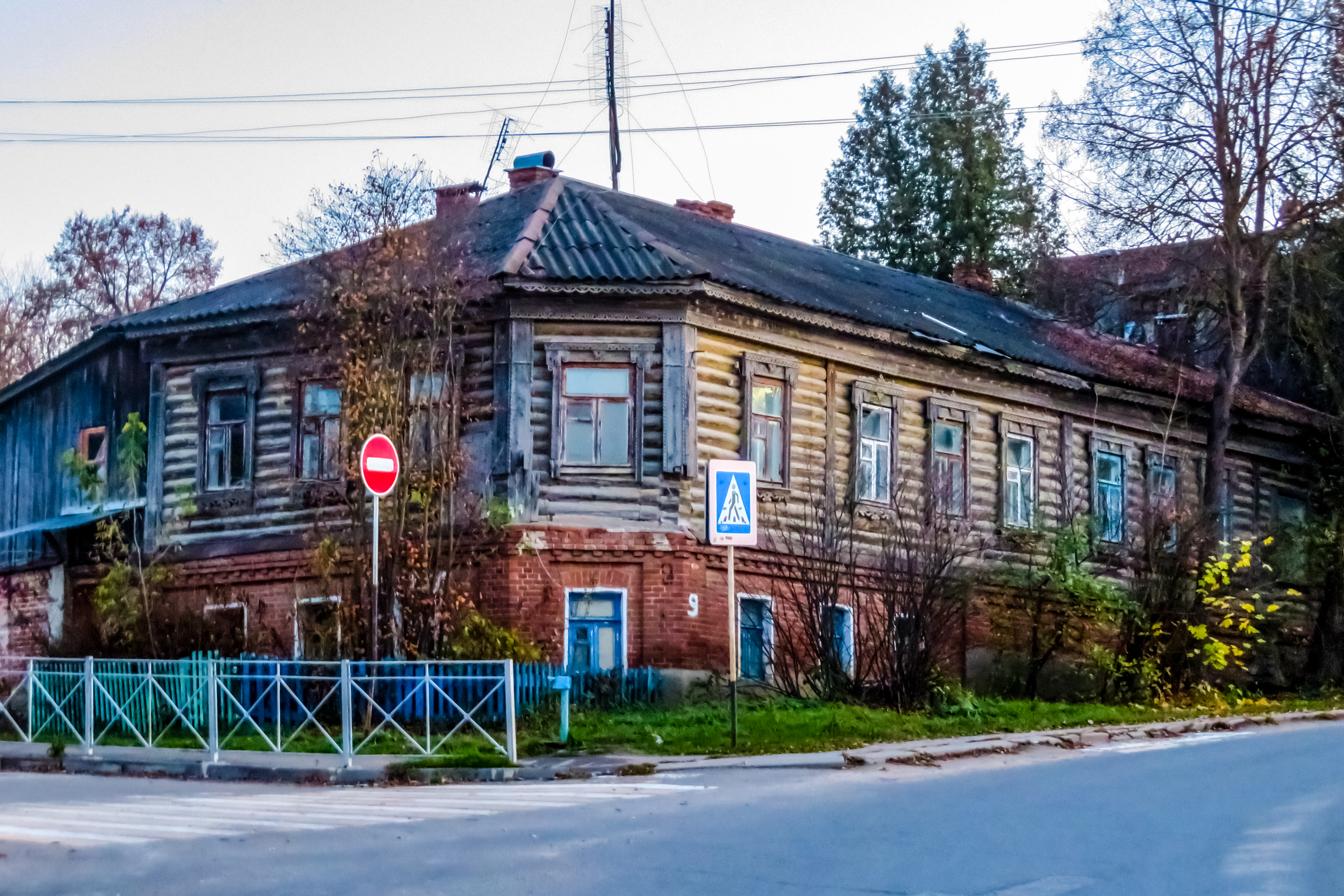
Бывший купеческий дом на Пушкина, 7

д. 15 — бывший купеческий дом и склады
д. 23 — Дом, в котором в 1928—1938 гг. жил писатель И. М. Касаткин
Очень интересна в архитектурном отношении старая застройка в районе военкомата — можно видеть уникальный декоративный мотив из двухцветных, красно-белых кирпичей, хорошо видных с боковых фасадов и со двора дома: каждый кирпич был выполнен мастерами двухцветным изначально. Интересно архитектурно-художественное оформление второго этажа здания полиции — характерная «волна» из соединенных в одну линию арочных замков над окнами. Этот элемент присутствует и на исторических домах по Комсомольской улице (что вряд ли случайно).

## Известные жители
писатель И. М. Касаткин